# 九条師教
九条 師教（くじょう もろのり）は、鎌倉時代後期の公卿・歌人。関白・九条忠教の一男。官位は従一位・摂政、左大臣。九条家7代当主。号に己心院。浄土寺摂政。

## 経歴
弘安4年（1281年）1月従五位上に初叙、禁色を聴された。次いで侍従・左近衛権中将などを経て、同8年（1285年）3月従三位に叙され公卿に列席。正応元年（1288年）9月権中納言、同3年（1290年）1月左衛門督、6月権大納言を歴任し、同5年（1292年）12月橘氏是定宣下を受けた。同6年（1293年）1月には上首5人を超越して内大臣に就任。さらに永仁4年（1296年）12月右大臣に転じ、同5年（1297年）12月左近衛大将を兼ねるも、翌年4月大将を辞任した。
正安元年（1299年）4月左大臣、同2年（1300年）1月従一位に叙任され、同3年（1301年）8月富仁親王（後の花園天皇）が立太子すると、その東宮傅に補任。嘉元3年（1305年）4月後二条天皇より関白宣下を受け、藤氏長者となり、徳治2年（1307年）2月太政大臣の上に列せられた。延慶元年（1308年）8月花園天皇の践祚に際して、摂政に補されたが、同年11月辞任した。元応2年（1320年）6月7日に薨去、享年48。実弟で養子の房実が跡を継いだ。
歌人としては、嘉元元年（1303年）の『嘉元百首』に詠進し、『新後撰和歌集』以下の勅撰集に15首入る。

## 系譜
- 父：九条忠教
- 母：西園寺公相娘
- 正室：亀山天皇の第五皇女
- 妻：守良親王娘
  - 男子：九条道教 - 弟・九条房実の養子
- 生母不明の子女
  - 男子：覚尊 - 興福寺別当
  - 男子：孝覚 - 九条房実の養子
- 養子
  - 男子：九条房実 - 実弟